# 岡村久道
岡村 久道（おかむら ひさみち、1958年 - ）は、日本の弁護士。

## 略歴
京都府福知山市出身。京都共栄学園中学校・高等学校卒業。京都大学法学部卒業。1986年に弁護士登録。現在弁護士法人英知法律事務所所長。大阪弁護士会所属。国立情報学研究所客員教授、神戸大学法科大学院講師（知的財産法）、近畿大学法科大学院および産業法律情報研究所兼任講師、奈良先端科学技術大学院大学講師（情報倫理）である。内閣府規制改革・民間開放推進会議 生活・ビジネスインフラワーキンググループ専門委員、内閣官房情報セキュリティセンター (NISC) セキュリティ文化専門委員会専門委員、（財）インターネット協会評議員、情報ネットワーク法学会情報法研究部会 部会長を務める。
また、総務省ユビキタスネット社会におけるプラットフォーム機能のあり方に関する研究会、迷惑メールへの対応の在り方に関する研究会、迷惑通信への対応の在り方に関する研究会、経済産業省情報セキュリティ総合戦略策定研究会、大阪府ICカード活用方策委員会アドバイザー、和歌山県IT戦略本部ITアドバイザー会議、（社）情報サービス産業協会オープンソース調査委員会委員、（財）ソフトウエア情報センター オープンソースソフトウェアのライセンス契約問題に関する調査研究委員会委員などを歴任。
その他、鈴木正朝との共著『これだけは知っておきたい個人情報保護』（日本経済新聞社）は、法律関連書籍としては異例の86万部を発行し、2005年のベストセラー（日販・トーハン調）総合5位、書籍ビジネス書1位となる。

## 著書

### 単著
- 『情報セキュリティの法律』（商事法務）
- 『会社の内部統制』（日本経済新聞出版社）
- 『個人情報保護法』（商事法務）
- 『個人情報保護法の知識（日経文庫）』（日本経済新聞社）
- 『迷宮のインターネット事件』（日経BP社）
- 『個人情報保護法入門新法解説』（商事法務）

### 共著
- （鈴木正朝）『これだけは知っておきたい個人情報保護』（日本経済新聞社）
- （鈴木正朝）『Q&Aこんな時どうする？個人情報保護』（日本経済新聞社）
- （鈴木正朝）『知らなかったでは許されない個人情報セキュリティ対策』（日本経済新聞社）
- （新保史生）『電子ネットワークと個人情報保護 オンラインプライバシー法入門（現代産業選書）』（経済産業調査会）
- （近藤剛史）『インターネットの法律実務(新版) 』（新日本法規出版）

### 編集
- 『サイバー法判例解説（別冊NBL）』（商事法務）
- （関西情報・産業活性化センター）『企業活動と情報セキュリティ（現代産業選書）』（経済産業調査会）
- （片方善治、夏井高人）『ビジネス方法特許ハンドブックビジネス方法の特許化・設計・戦略の大系化』（フジ・テクノシステム）
- 『インターネット訴訟2000』（ソフトバンクパブリッシング）

### 共同監修
- （鈴木正朝）『（日経ビデオ）個人情報保護法早わかり―実務教育編―』（日本経済新聞社）
- （鈴木正朝）『（日経ビデオ）個人情報漏洩対策の実際』（日本経済新聞社）
- （鈴木正朝）『（日経ビデオ）個人情報漏洩発覚！組織対応の進め方』（日本経済新聞社）
- （鈴木正朝）『（日経ビデオ）知らなかったでは許されない！ 個人情報 セキュリティ対策』（日本経済新聞社）
- （鈴木正朝）『（日経ビデオ）JIS Q 15001：2006完全対応 プライバシーマーク入門』（日本経済新聞社）